# Saulxures
Saulxures é uma comuna francesa na região administrativa de Grande Leste, no departamento Baixo Reno. Estende-se por uma área de 12,68 km². Em 2010 a comuna tinha 520 habitantes (densidade: 41 hab./km²).